# Margate
Margate er en kystby i England på Kent-kysten.
I 2021 havde Margate 63.322 indbyggere. Byen er 13,44 kvadratkilometer.
Byen er kendt for sine sandstrande og fish n’ chips.
Margate er hjem til Storbritanniens ældste trærutsjebane, som ligger i forlystelsesparken Dreamland.